# Bányászattörténeti Múzeum
A Bányászattörténeti Múzeum (korábban Érc- és Ásványbányászati Múzeum majd Borsod-Abaúj-Zemplén Megyei Bányászattörténeti Múzeum) Rudabányán található, elsősorban bányászattörténeti gyűjtemény, mely a megyei bányászat mellett a helyi, rudabányai történeti emlékeket is bemutatja.

## Története
A múzeum története az 1950-es évekig nyúlik vissza, amikor a helyi vasércbánya közössége 1955-ben létrehozott egy helytörténeti gyűjteményt, majd 1956. szeptember 3-án megnyitásra került az első múzeumi tárlat.
Az országos gyűjtőkörű, immáron saját épületben elhelyezett Érc- és Ásványbányászati Múzeumot 1965-ben nyitották meg, amely a következő évtizedekben tovább bővítette gyűjteményét, s több településen (Telkibánya, Nagybörzsöny, Recsk) is helyi tárlatot hozott létre.
2006. március 1-jén a Borsod-Abaúj-Zemplén Megyei Múzeumi Igazgatóság vette át a rudabányai múzeum irányítását, 2006. szeptember 1-jén pedig megnyitott a frissen felújított múzeumi épület, amelyben elhelyezésre kerültek a megyei bányászattörténet tárgyi emlékei.
2013. január 1-től Rudabánya Város Önkormányzata kapta meg a múzeum fenntartási feladatait, ekkortól az intézmény neve:  Bányászattörténeti Múzeum.

## A kiállítás

### Bányászattörténeti gyűjtemény
A múzeum legjelentősebb kiállítása a megyei bányászat története mellett a bányászati technikák, eszközök, folyamatok fejlődését bemutató tárlat, mely a múzeum főépületében, valamint az a mellett található föld alatti kiállítóteremben helyezkedik el.

### Ásvány- és őslénygyűjtemény
Az 1980-ban létrehozott gyűjtemény a Földvári Aladár kiállítóteremben található, s a Magyarországon előforduló jelentősebb ásványok mellett a helyi őslény-történetet is bemutatja a helyben talált őslénytani leletek által.

### Föld alatti kiállítóterem
Az 1969-ben megépített kiállítóterem a leggyakoribb bányaművelési módokat mutatja be, emellett a 15 méter hosszú vágat végén egy bányaműhelyet is létesítettek.